# Бокоши (Оклахома)
Бокоши (енгл. Bokoshe) град је у америчкој савезној држави Оклахома.

## Демографија
По попису из 2010. године број становника је 512, што је 62 (13,8%) становника више него 2000. године.
| Група             | 2000.       | 2010.       |
| Белци             | 332 (73,8%) | 366 (71,5%) |
| Афроамериканци    | 1 (0,2%)    | 0 (0,0%)    |
| Азијати           | 0 (0,0%)    | 0 (0,0%)    |
| Хиспаноамериканци | 1 (0,2%)    | 18 (3,5%)   |
| Укупно            | 450         | 512         |